# Aircrack-ng
Aircrack-ng es una suite de software de seguridad inalámbrica. Consiste en un analizador de paquetes de redes, recupera contraseñas WEP y WPA/WPA2-PSK y otro conjunto de herramientas de auditoría inalámbrica.
Entre las herramientas que se incluyen en esta suite se encuentran las siguientes:
- airbase-ng
- aircrack-ng
- airdecap-ng
- airdecloak-ng
- airdriver-ng
- aireplay-ng
- airmon-ng
- airodump-ng
- airolib-ng
- airserv-ng
- airtun-ng
- easside-ng
- packetforge-ng
- tkiptun-ng
- wesside-ng
- airdecloak-ng

Las herramientas más utilizadas para la auditoría inalámbrica son:
- Aircrack-ng (descifra la clave de los paquetes de autenticación)
- Airodump-ng (escanea las redes y captura paquetes de autenticación)
- Aireplay-ng (inyecta tráfico para elevar la captura de paquetes de autenticación)
- Airmon-ng (establece la tarjeta inalámbrica en modo monitor, para poder capturar e inyectar paquetes)

La suite está diseñada para trabajar con una distribución Linux, aunque también existe una versión para Windows que no es muy estable debido a conflictos con drivers.
Esta suite está diseñada para trabajar con tarjetas inalámbricas con circuitos integrados Atheros y con algunas con circuitos Ralink sin necesidad de configurarlas. También se ha logrado usar la suite en otros circuitos, con configuraciones especiales en Linux.